# العموقي (ريمة)

تعديل مصدري - تعديل

قرية العموقي  هي إحدى قرى عزلة القرصب الواقعة ضمن مديرية كسمة التابعة لمحافظة ريمة، بلغ تعداد سكانها (798) نسمة حسب تعداد اليمن لعام 2004.

## المحلات التابعة للقرية
- الشعيبي
- الجعلاله
- اللاحقل
- دي بلسن
- القرية
- المحلة
- الجحره
- الضرع
- البرح
- بيت الكدحه
- كوهد
- الملاطه البيضاء
- القنف
- بيت الحرف
- مهونه
- المغربه
- البيت الجديد
- المرجه
- مكحله
- الصافح
- بيت المغارب

## روابط خارجية
- الدليل الشامــل